# Ein Münchner in New York
Ein Münchner in New York war eine 12-teilige Fernsehreihe des Bayerischen Rundfunks.
Von 1979 bis 1994 berichtete der während dieser Zeit in den Vereinigten Staaten lebende Wolfi Fischer auf originelle und mitunter komische Art über New York. Später weitete er die Reportagen aus der Sicht eines Münchners auf ganz Nordamerika aus. 
Fischer war Autor, Regisseur und Darsteller in einer Person. Unterwegs in einem alten, weiß-blau lackierten VW-Bus mit Münchner Kennzeichen, zeigte er Gewöhnliches und vor allem Ungewöhnliches im "Land der unbegrenzten Möglichkeiten".